# Karl Brunner (Historiker)

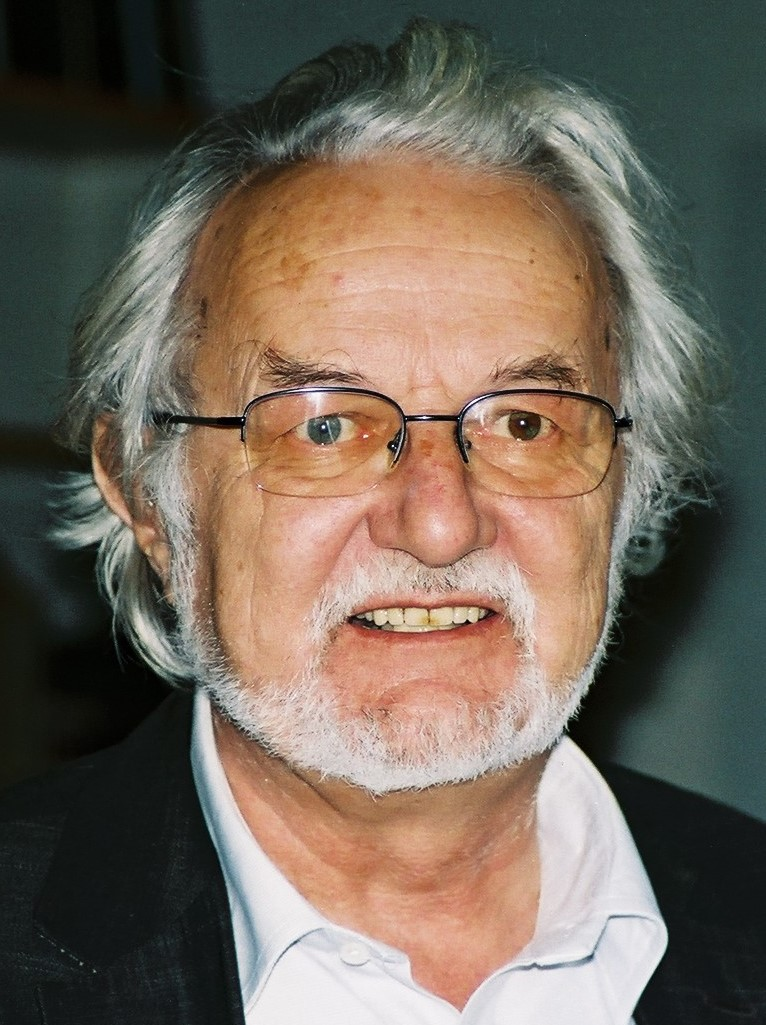
Karl Brunner, aufgenommen 2009 von Werner Maleczek

Karl Brunner (* 14. November 1944 in Freistadt) ist ein österreichischer Historiker. Er war von 2002 bis 2009 Direktor des Instituts für österreichische Geschichtsforschung.

## Leben und Wirken
Karl Brunner studierte 1962 bis 1968 Geschichte, Philosophie und Germanistik an der Universität Wien. Er absolvierte von 1966 bis 1968 den Ausbildungskurs am Institut für österreichische Geschichtsforschung. Im Jahr 1968 wurde er promoviert mit einer Studie zum politischen und sozialen Horizont bayerischer Autoren des 10. und 11. Jahrhunderts. Von 1968 bis 1969 war er Vertragsassistent bei Heinrich Fichtenau und ab 1969 Universitätsassistent bei Herwig Wolfram an der Universität Wien. Er hatte 1973/74 ein Humboldt-Stipendium in Marburg an der Lahn. Im Jahr 1978 habilitierte er sich, wurde 1983 außerordentlicher Universitätsprofessor und 2000 Universitätsprofessor für Mittelalterliche Geschichte und Historische Hilfswissenschaften an der Universität Wien.
Von 1996 bis 2003 war er geschäftsführender Direktor des Instituts für Realienkunde des Mittelalters und der frühen Neuzeit der Österreichischen Akademie der Wissenschaften. Von 2002 bis 2009 war er Direktor des Instituts für Österreichische Geschichtsforschung. Im Jahr 2009 erfolgte seine Versetzung in den Ruhestand.
Brunners Forschungsschwerpunkte waren innerhalb der mittelalterlichen Geschichte und der Historischen Hilfswissenschaften die Realienkunde, Alltags- und Mentalitätsgeschichte, Umweltgeschichte, Sozialgeschichte des Früh- und Hochmittelalters sowie Wissenschaftstheorie. Er veröffentlichte 2009 eine Biographie zum Babenberger Leopold III. Seine Biographie will er als Beitrag zur Kulturgeschichte verstanden wissen. Fünf große Landesausstellungen hat er von 1981 und 1995 wissenschaftlich geleitet und dazu umfangreiche Kataloge veröffentlicht. In jüngerer Zeit rückten kulturgeschichtliche Themen in den Mittelpunkt seiner Forschungen. Im Jahr 2012 erschien von ihm eine Kleine Kulturgeschichte des Mittelalters.
Er wurde 2007 mit dem Wissenschaftspreis des Landes Niederösterreich für seine Forschungen zur mittelalterlichen Geschichte Niederösterreichs, für seine Leistungen als geschäftsführender Direktor des in Krems ansässigen Instituts für Realienkunde des Mittelalters und der frühen Neuzeit sowie für sein Wirken als Leiter zweier niederösterreichischer Landesausstellungen geehrt. Er wurde 2010 mit dem Großen Silbernen Ehrenzeichen für Verdienste um die Republik Österreich gewürdigt. Ihm wurde 2018 für seine Leistungen zur mittelalterlichen Geschichte, insbesondere zur Realienkunde, der Wilhelm-Hartel-Preis verliehen.

## Schriften (Auswahl)
- Consonantia Vitae. Zum politisch-sozialen Horizont bairischer Autoren des 10. und 11. Jahrhunderts. Dissertation, Universität Wien, 1968.
- Mittelalter (3.–16. Jahrhundert) Repetitorium (= Arbeitsbuch Geschichte. Bd. 1). 4., überarbeitete Auflage. Verlag Dokumentation, Pullach 1975; 12., unveränderte Auflage (= UTB. 411). Francke, München 2003, ISBN 3-8252-0411-1.
- Oppositionelle Gruppen im Karolingerreich (= Veröffentlichungen des Instituts für Österreichische Geschichtsforschung. Bd. 25). Böhlau, Wien 1979, ISBN 3-205-08531-0.
- Die Kuenringer. Adeliges Leben in Niederösterreich (= Wissenschaftliche Schriftenreihe Niederösterreich. Bd. 53). Verlag Niederösterreichisches Pressehaus, St. Pölten 1980, ISBN 3-85326-544-8.
- mit Falko Daim: Ritter, Knappen, Edelfrauen. Ideologie und Realität des Rittertums im Mittelalter. Böhlau, Wien 1981, ISBN 3-205-07164-6.
- mit Gerhard Jaritz: Landherr, Bauer, Ackerknecht. Der Bauer im Mittelalter. Klischee und Wirklichkeit. Böhlau, Wien 1985, ISBN 3-205-07261-8.
- Einführung in den Umgang mit Geschichte. Literas, Wien 1985; 4. Auflage: Löcker, Wien 2004, ISBN 3-85409-397-7.
- Herzogtümer und Marken. Vom Ungarnsturm bis zum 12. Jahrhundert (= Österreichische Geschichte. Bd. 2). Ueberreuter, Wien 1994, ISBN 3-8000-3972-9.
- Leopold, der heilige. Ein Portrait aus dem Frühling des Mittelalters. Böhlau, Wien 2009, ISBN 978-3-205-78351-0.
- Umgang mit Geschichte. Gesammelte Aufsätze zu Wissenschaftstheorie, Kultur- und Umweltgeschichte (= Mitteilungen des Instituts für Österreichische Geschichtsforschung. Ergänzungsbd. 54). Böhlau, Wien/München 2009, ISBN 978-3-205-78289-6.
- Kleine Kulturgeschichte des Mittelalters. Beck, München 2012, ISBN 978-3-406-63715-5.[6]